# 제주특별자치도상하수도본부
제주특별자치도 상하수도본부(濟州特別自治道 上下水道本部)는 제주특별자치도의 상하수도 건설·보급사업을 담당하기 위해 제주특별자치도청 산하에 설치된 사업소이다.
본부장은 지방부이사관으로 보한다.

## 연혁
- 2000년: 제주도 광역수자원본부 설치
- 2006년: 제주특별자치도 수자원본부로 변경
- 2016년: 제주특별자치도 상하수도본부로 변경

## 조직
- 경영관리과
- 상수도부
- 하수도부

### 지역사업소
지역사업소장은 지방행정사무관이나 지방시설사무관으로 보한다.
| 명칭               | 사진 | 위치               | 관할구역 |
| ------------------ | ---- | ------------------ | -------- |
| 제주시지역사업소   |      | 제주시 광양9길 26  | 제주시   |
| 서귀포시지역사업소 |      | 서귀포시 신중로 55 | 서귀포시 |